# Coutaportla
Coutaportla là một chi thực vật có hoa trong họ Thiến thảo (Rubiaceae).

## Loài
Chi Coutaportla gồm các loài: